# Roberto I de Borgoña
Roberto I de Borgoña, llamado el Viejo (1011-Fleurey-sur-Ouche, 21 de marzo de 1076), príncipe francés de la dinastía de los Capetos y primer duque de Borgoña de dicha casa, conde de Charolais y Langres (1027) y conde de Auxerre (1040-1060). 

## Orígenes familiares
Hijo del rey de Francia Roberto II el Piadoso y de Constanza de Arlés. Tercer representante de la dinastía de los Capetos, fue nieto de Hugo Capeto (938 - 996) y Adelaida de Aquitania (952-1004). Fue hermano de los reyes Hugo de Francia y Enrique I de Francia.

## Ascenso al ducado de Borgoña
A principios del año 1032, a la muerte de su hermano mayor Hugo de Francia e instigado por su madre, que deseaba darle el trono, se enfrentó a su hermano y soberano, Enrique I, pero Roberto fue derrotado en una gran batalla que tuvo lugar cerca de Villeneuve-Saint Georges. Su madre Constanza negoció entonces la paz con la condición de que a Roberto se le concediera el ducado de Borgoña, pero el conde Champaña, Eudes, no estuvo de acuerdo con el trato, pues esas tierras le habían sido concedidas por la reina para que apoyara sus intereses. Enrique derrotó a Eudes de Champaña en tres ocasiones sucesivas.

## Nupcias y descendientes
En 1033, se casó en primeras nupcias con Hélie de Semur (1016-1056), hija de Dalmace, señor de Semur, y de Aremburge de Vergy.
Roberto tenía un carácter violento. En 1048, dominado por la cólera, en medio de una discusión mató a Dalmace de Semur, su suegro. Unos soldados de Roberto asesinaron también a su cuñado, Jocerand de Semur. El duque pagó su crimen peregrinando a Roma y construyendo la iglesia de Semur-en-Auxois. En el pórtico izquierdo de la iglesia, existen unos relieves escultóricos donde se describen los asesinatos del duque Roberto.
De este matrimonio nacieron:
- Hugo (1034-1059), murió asesinado en una pelea con el conde Guillermo I de Nevers, de Auxerre y de Tonerre-
- Enrique de Borgoña, conocido como «el Doncel», heredero de su padre, murió antes de poder sucederlo. El ducado pasó a su hijo Hugo.
- Roberto de Borgoña (1040-1113) fue el destinado por su padre para heredar el ducado, pero fue desposeído por su primo Hugo. El 5 de agosto de 1087 se encontró en León con su primo Eudes; de allí pasó a Sicilia donde se casó con la hija del conde de Sicilia.
- Simón de Borgoña(1044-1088) siguió la suerte de su hermano Roberto, y no aparece en la Historia.
- Constanza de Borgoña (1046-1093), se casó primero con Hugo II de Chalon, que murió en España en 1065, y después con Alfonso VI el Bravo, rey de León. Reinó hasta su muerte en 1093 y fue madre de Urraca I de León, que sucedió a su padre en el trono leonés.

En 1046, repudió a Hélie y se casó en 1048 con Ermengarda de Anjou, hija del conde Fulco III de Anjou, conde de Anjou, y de Hildegarda de Sundgau. 
De esta unión nació una hija
- Hildegarda de Borgoña (1050-1104), casada en 1068 con el conde Guillermo VIII de Poitiers, duque de Aquitania.

| Predecesor: Enrique I de Francia | Duque de Borgoña 1031 - 1076 | Sucesor: Hugo I |